# Caleb Campbell
(en) Statistiques sur pro-football-reference
Caleb Matthew Campbell (né le 14 septembre 1984 à Perryton) est un joueur américain de football américain. Il est aussi lieutenant dans l'Armée de terre des États-Unis.

## Enfance
Campbell étudie à la Perryton High School de sa ville natale de Perryton où il joue pendant trois saisons avec l'équipe de football américain où il est capitaine lors de sa dernière année. Il joue quatre saisons dans l'équipe de basket-ball et trois dans l'équipe d'athlétisme.

## Carrière

### Université
Il entre d'abord à la United States Military Academy Preparatory School dans laquelle il reste pendant un an et en sort diplômé. En 2004, il joue dans les onze matchs de la saison. En 2005, il est titulaire lors de tous les matchs de la saison et fait quatre-vingt-dix-sept tacles et est nommé MVP de l'équipe avec le running back Carlton Jones. Il domine la défense des Black Knights avec cinq interceptions sur la saison est classé neuvième au classement des interceptions sur tout le territoire. Il égale le record d'interception en une saison par un joueur des Black Knights détenu depuis 1998 par Kenny Dale Rowland.
En 2006, il débute les neuf premiers matchs de la saison mais se blesse et rate le reste de la saison. Avant le début de la saison 2007, il est nommé comme un des prétendants au Lott Trophy (meilleur joueur défensif de l'année en NCAA). Il rate le camp d'entraînement de l'équipe à cause, une nouvelle fois, de problèmes de genou. Il est nommé comme un des capitaines de l'équipe avec Tony Fusco, Jeremy Trimble et Mike Viti. Il joue tous les matchs de la saison comme titulaire et fait quatre-vingt-dix-sept tacles, deux tacles pour une perte, trois fumbles provoqués et un récupéré. Il est sélectionné pour le East-West Shrine Game et devient le vingt-deuxième joueur de l'armée à jouer ce match.

### Professionnel
Caleb Campbell est sélectionné au septième tour du draft de la NFL de 2008 par les Lions de Détroit au 218e choix. Il est le premier joueur de l'U.S. Army à être sélectionné depuis Ronnie McAda en 1997 par les Packers de Green Bay. Le 22 juillet 2008, il signe un contrat de trois ans avec Détroit mais l'armée le rappelle et l'oblige à effectuer son service militaire de deux ans. Il devient unsigned draft pick (joueur sélectionné au draft n'ayant signer aucun contrat) et devient unrestricted free agent (joueur transférable).
Le 11 mars 2010, les Lions proposent un contrat d'un an à Campbell et rejoint officiellement l'équipe le 29 avril 2010 mais il est libéré le 5 septembre. Le lendemain, il intègre l'équipe d'entraînement de Détroit et le 20 novembre, il rejoint l'équipe active. Lors de la saison 2010, il entre au cours de deux matchs. Il effectue le camp d'entraînement des Lions mais n'est pas gardé dans l'effectif pour l'ouverture de la saison 2011.
Le 14 septembre 2011, il signe avec l'équipe d'entrainement des Colts d'Indianapolis avant d'intégrer l'équipe active le lendemain. Il est libéré le 28 septembre. Le 15 novembre, il signe avec l'équipe d'entraînement des Chiefs de Kansas City. Après une saison 2011 sans jouer, Campbell reste dans l'équipe pour le camp d'entraînement et la pré-saison. Il est coupé le 26 août 2012.

## Palmarès
- Équipe des All-Stars de la division ECAC de la division 1-A 2005